# Кордоба, Диего де
Дие́го Ферна́ндес де Ко́рдоба, маркиз де Гвадалькасар (исп. Diego Fernández de Córdoba; полное имя — Diego Fernández de Córdoba y López de las Roelas Benavides y Melgarejo, marqués de Guadalcázar) (9 февраля 1578 — 6 октября 1630) — испанский государственный деятель, историк по Центральной и Южной Америке: Перу, Боливия, Эквадор.
Исследователь индейцев Центральных Анд, истории Инков. Вице-король Новой Испании (Мексики) с 18 октября 1612 по 14 марта 1621. Основал города — Лерма-де-Вильяда в 1613 году, Кордоба в 1618, и Гвадалькасар в 1620 году, а также завершил строительство акведука из Чапультепека в Мехико. С 25 июля 1622 по 14 января 1629 был вице-королём Перу. О его жизни после 1629 года мало что известно.